# Helius (Helius) dolichorhynchus
Helius (Helius) dolichorhynchus is een tweevleugelige uit de familie steltmuggen (Limoniidae). De soort komt voor in het Oriëntaals gebied.